# Andrin Gulich
Andrin Gulich, född 9 mars 1999, är en schweizisk roddare.

## Karriär
Röösli tävlade för Schweiz vid olympiska sommarspelen 2020 i Tokyo, där han slutade på nionde plats tillsammans med Paul Jacquot, Markus Kessler och Joel Schürch i fyra utan styrman.
I maj 2023 vid EM i Bled tog Gulich sitt första EM-guld tillsammans med Roman Röösli i tvåa utan styrman. I september 2023 vid VM i Belgrad tog de båda sitt första VM-guld tillsammans i tvåa utan styrman. I april 2024 vid EM i Szeged tog de brons i tvåa utan styrman.